# Kandé
Pour les articles homonymes, voir Kande (homonymie).
Pour les articles ayant des titres homophones, voir Candé (homonymie).
Kandé (ou Kanté) est une ville du Togo, où le lamba est majoritairement parlée. Elle est l'une des villes historiques et touristiques du Togo avec ses différents sites touristiques dont celui du paysage originel des Habitats tamberma encore appelé Tata somba.

## Géographie

### Situation géographique
La ville de Kanté, chef lieu de la préfecture de la Kéran, est située à 464 km de la capitale Lomé. 

### Vie économique
C'est la dernière ville avant la traversée du parc de la Kéran. C'est le point de repos avant d'aller vers le Nord (Mango et Dapaong) ou vers le Sud (Kara et Lomé). La population essentiellement composée d'agriculteurs se diversifie. La communauté de commerçants kotokolis originaires pour la plupart de Bafilo (en lien avec les commerçants Nigérians) s'y développe. Kanté est connu pour son marché et la nonchalance des lambas.

## Fêtes traditionnelles
Tislm-Difoini-Oboudam (fête des moissons et d'initiation dans la Kéran). Cette fête qui regroupe toutes les populations de la Kéran est un hommage aux dieux et aux ancêtres pour avoir fourni d'abondantes récoltes. C'est aussi l'occasion pour les peuples de la Kéran de déceler les richesses que contiennent leurs coutumes et traditions et de dépouiller la jeunesse des complexes dus à l'acculturation. Elle est célébrée le deuxième samedi du mois de février à Kanté.